# Konstanty Dowbor-Muśnicki

Herb K.-M. Dowbor-Muśnickiego

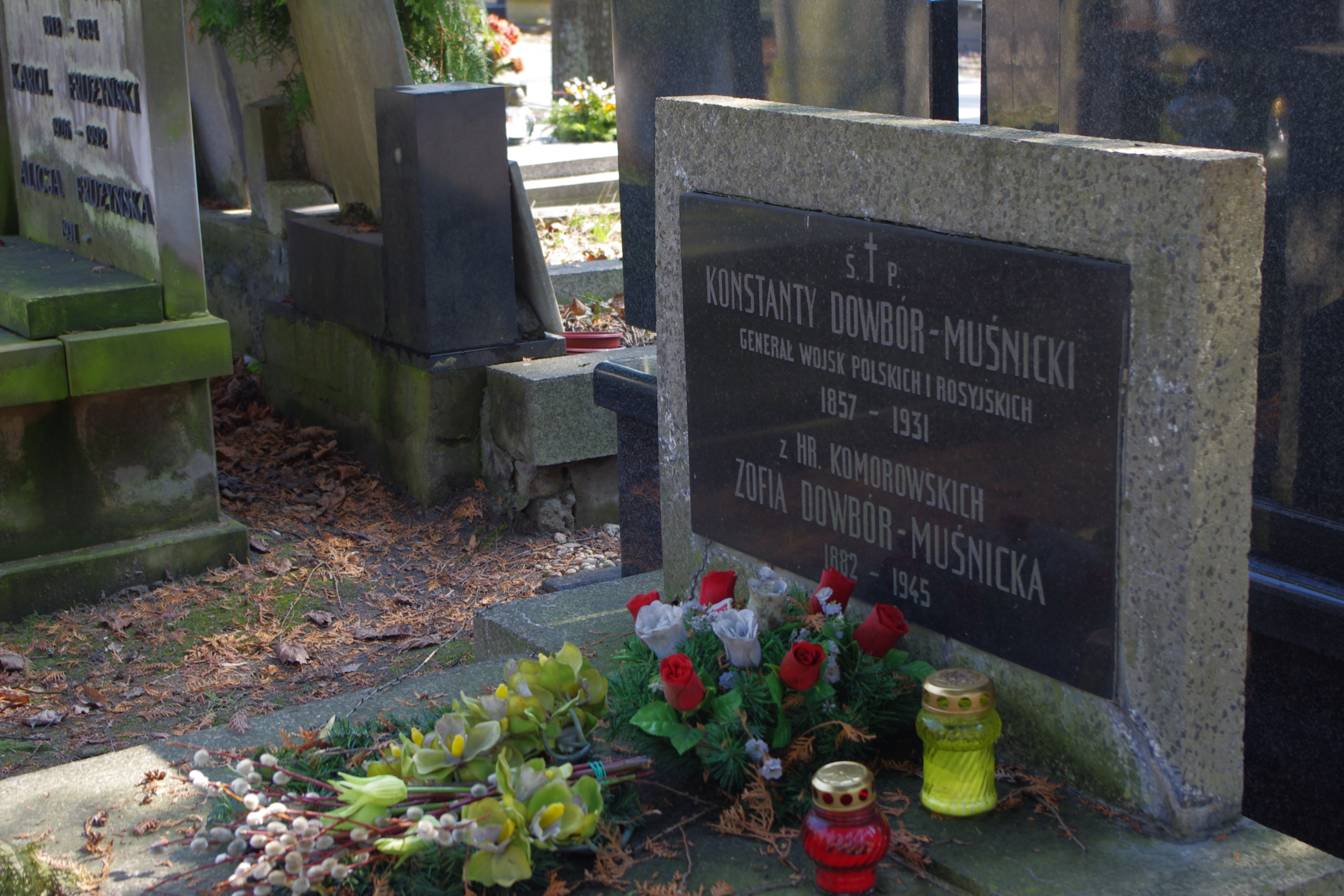
Grób gen. Konstantego Dowbor-Muśnickiego na Cmentarzu Wojskowym na Powązkach w Warszawie

Konstanty Marian Dowbor-Muśnicki (ur. 20 kwietnia 1857 w Garbowie koło Sandomierza, zm. 1931 w Warszawie) – generał porucznik armii Imperium Rosyjskiego, generał dywizji Wojska Polskiego.
Był synem Romana Muśnickiego, właściciela Garbowa, pochodzącego z litewskiego rodu Dowborów (Daubor), herbu Przyjaciel (osiadłego od XVII w. w Sandomierskiem) i Antoniny z Wierzbickich, oraz starszym bratem Józefa, generała broni Wojska Polskiego.
Od 1878 oficer zawodowy rosyjskiej piechoty. Absolwent Aleksandrowskiej Wojskowej Akademii Prawniczej i Nikołajewskiej Akademii Sztabu Generalnego w Petersburgu. Uczestnik interwencji rosyjskiej w Chinach w 1900. Do 1902 dowodził oddziałami okupującymi Pekin.
W czasie wojny rosyjsko-japońskiej 1904-1905 dowodził pułkiem piechoty. Awansowany na generała majora w 1905 i mianowany dowódcą 1 brygady 9 Dywizji Piechoty. Od 1909 dowódca korpusu okupującego Persję. W 1911 przeniesiony w stan spoczynku, z awansem na generałaporucznika. Osiadł w Warszawie.
Z chwilą rozpoczęcia I wojny światowej powołany do służby czynnej. Od 11 września 1914 do 22 stycznia 1917 dowodził 14 Syberyjską Dywizją Piechoty. Po rewolucji lutowej 1917 w Związku Wojskowych Polaków, m.in. jako członek Naczpolu. Po uzyskaniu zgody na utworzenie I Korpusu Polskiego w Rosji (na Wschodzie) pomagał przy jego organizacji.
W krytycznych dniach wojny polsko-bolszewickiej 1920 zgłosił się do Wojska Polskiego. Z powodu wieku przydziału nie otrzymał, jedynie formalnie zaliczony do rezerwy oficerskiej. Po wojnie prowadził kancelarię notarialną w Warszawie, gdzie zmarł. Pochowany na Powązkach Wojskowych (kwatera 15A-7-1).

## Ordery i odznaczenia
- Miecze do Orderu św. Stanisława I klasy (18.01.1916, Imperium Rosyjskie)
- Order Białego Orła z Mieczami (lipiec 1915, Imperium Rosyjskie)
- Order św. Włodzimierza II klasy z Mieczami (26.05.1915, Imperium Rosyjskie)
- Order św. Anny I klasy z Mieczami (26.02.1915, Imperium Rosyjskie)
- Order św. Stanisława I klasy (1911, Imperium Rosyjskie)
- Order Wojenny św. Jerzego IV klasy (28.07.1907, Imperium Rosyjskie)
- Order św. Anny II klasy z Mieczami (1906, Imperium Rosyjskie)
- Złota szabla "Za dzielność" (30.07.1905, Imperium Rosyjskie)
- Order św. Włodzimierza III klasy z Mieczami (1905, Imperium Rosyjskie)
- Order św. Włodzimierza IV klasy z Mieczami i Kokardą (1904, Imperium Rosyjskie)
- Order św. Stanisława II klasy z Mieczami (1904, Imperium Rosyjskie)
- Medal Zwycięstwa („Médaille Interalliée”)[3]